# 울산제일중학교
울산제일중학교(蔚山第一中學校)는 대한민국 울산광역시 중구 태화동에 있는 공립 중학교이다.

## 학교 연혁
- 1951년 9월 1일 : 학제 개편으로 울산농림중학교에서 분리
- 1951년 9월 1일 : 울산제일중학교 10학급 개교
- 1955년 6월 17일 : 복산동 구 교사로 이전
- 1979년 12월 3일 : 태화동 신 교사로 이전
- 2024년 9월 1일 : 제30대 배동석 교장 취임
- 2025년 1월 8일 : 제 74회 졸업식(168명, 졸업생 총계 34,316명)
- 2025년 3월 4일 : 제 77회 입학식(162명)

## 참고 자료
- 울산제일중학교 - 한국교육학술정보원 학교알리미